# Explosión en la ciudad
Explosión en la ciudad (Boom Town) es el undécimo episodio de la primera temporada moderna de la serie británica de ciencia ficción Doctor Who, emitido originalmente el 4 de junio de 2005.

## Argumento
El Noveno Doctor aterriza la TARDIS en Cardiff para utilizar la energía de la falla de Cardiff para recargar las baterías de la nave. Rose ha llamado a Mickey para que le traiga el pasaporte, y junto con el Doctor y Jack Harkness van todos juntos a comer. En la comida, el Doctor descubre un periódico en el que aparece la noticia de que Margaret Blaine, una Slitheen, se ha convertido en la nueva alcaldesa de Cardiff. Los dos persiguen y capturan a Margaret para descubrir qué está tramando tras su anterior encuentro en Alienígenas en Londres y Tercera Guerra Mundial. El Doctor observa una maqueta a escala de Blaine en la que aparece una nueva planta nuclear, pero identifica que está construida a propósitio para causar una fusión que abriría la falla y destruiría la Tierra...

### Continuidad
Siguiendo el arco argumental del "lobo malo", la estación nuclear recibe el nombre "Blaidd Drwg", que en galés significa "lobo malo". Fue la primera referencia explícita al tema. Rose menciona que el Doctor y ella estuvieron en la pirámide de cristal de Sancleen y en Justicia, que es el sistema solar que visitan en la novela The Monsters Inside de Stephen Cole (donde encuentran a otros miembros de la familia Slitheen entre otros miembros de la misma raza, los Blathereen). Es la primera vez que alguna de las novelas se menciona como parte de la continuidad de la serie.
El argumento menciona un dispositivo llamado "extrapolador macrokinético de ondas tribofísicas". Las tribofísicas se mencionaron por primera vez en Pyramids of Mars. Margaret menciona que la amenazaron con echarla a los gusanos venenosos en su infancia. Criaturas similares aparecieron en el serial del Primer Doctor The Web Planet (1965).
El sello de la falla de Cardiff en 1869 dejó una cicatriz, de forma a similar a cuando los eventos de Doctor Who: La película dejaron una "cicatriz dimensional" en San Francisco en las novelas del Octavo Doctor. El hecho de que la TARDIS necesite "cargar combustible" de la energía de la cicatriz sugiere que el Ojo de la Armonía ya no le da energía. No se menciona qué conexión tiene el alma de la TARDIS con el Ojo. El lugar donde aterriza la TARDIS en Roald Dahl Plass adquiere propiedades inusuales, como se ve en Todo cambia, el primer episodio del spin-off Torchwood. La idea de que la consola de la TARDIS redirige directamente la energía que mueve la nave, y el hecho de que en cierto sentido está "viva" y tiene conciencia, data del serial de 1964 The Edge of Destruction.

## Producción
En el episodio acompañante de Doctor Who Confidential, Davies dijo que originalmente pretendía llamar a este episodio Dining with Monsters (Cenando con monstruos). Bromeando dijo que un título mucho mejor hubiera sido What should we do with Margaret? (¿Qué deberíamos hacer con Margaret?).
Según una entrevista con Davies en Doctor Who Magazine, el episodio se le ofreció originalmente a su amigo y antiguo colega, el aclamado y premiado guionista Paul Abbott. Abbott aceptó y envió una historia que revelaba que Rose había sido criada por el Doctor como experimento para crear la acompañante perfecta. Ese episodio se titulaba The Void (El vacío). Sin embargo, sus compromisos con sus propias series Shameless y State of Play significaron que Abbott no pudo desarrollar más el episodio y tuvo que abandonar el proyecto. Davies en su lugar escribió Explosión en la ciudad, en la que volvió a traer a Badland como Margaret porque pensó que su interpretación en sus apariciones anteriores fue "brillante" a pesar de tener pocas frases.